# Лойчах-ан-дер-Вайнштрассе
Лойчах-ан-дер-Вайнштрассе (нім. Leutschach an der Weinstraße) — ярмаркова громада в окрузі Лайбніц австрійської федеральної землі Штирія.

## Історія
Перша згадка про поселення датується 1215 роком під назвою Любшах. До реформи 2014 року громада була розбита на чотири окремі частини: Лойчах, Шлоссберг, Айхберг-Таутенбург та Гланц-ан-дер-Вайнштрассе, які після реформи було об'єднано.

## Сусідні громади
| Санкт-Йоганн-ім-Заггауталь | Гроссклайн                   | Гамліц              |
| Арнфельс Обергаг           | Розташування                 | Кунгота ( Словенія) |
| Подвелка ( Словенія)       | Селниця-об-Драві ( Словенія) | Марібор ( Словенія) |